# Pseudocaranx
Pseudocaranx is een geslacht van straalvinnige vissen uit de familie van horsmakrelen (Carangidae).

## Soorten
- Pseudocaranx chilensis (Guichenot, 1848)
- Pseudocaranx dentex (Bloch & Schneider, 1801)
- Pseudocaranx dinjerra (Smith-Vaniz & Jelks, 2006).[2]
- Pseudocaranx wrighti (Whitley, 1931)